# Фродо Торбин
Фродо Торбин, альтернативні переклади Фродо Злоткінс, Фродо Беґінз (англ. Frodo Baggins) — гобіт, вигаданий персонаж легендаріуму Джона Р. Р. Толкіна. Головний герой роману «Володар перснів», який, успадкувавши Єдиний Перстень від свого дядька Більбо Торбина, покладає на себе місію знищити його, вкинувши у вогонь Судної Гори.

## Походження імені
У додатку до «Володаря перснів», котра говорить про походження імен і назв, серед інших гобітських імен, ім'я «Фродо» не згадується. Дж. Р. Р. Толкін говорить про нього у листі до Річарда Джеффері (7 вересня 1955):
 «Фродо — справжнє ім'я, запозичене з німецької традиції. Його давньоанглійська форма — Froda. З усією очевидністю сходить воно до стародавнього слова frod, що етимологічно означає „мудрий завдяки досвіду“; однак пов'язане воно міфологічно і з північними легендами про Золоте Століття…»

## Опис
Зовнішність Фродо описана Ґандальфом в інструкціях до шинкаря з Брі. У листі чарівника сказано, що Фродо — міцний, рожевощокий гобіт, вище інших, зі світлим волоссям, роздвоєним підборіддям і ясними очима.
 'A stout little fellow with red cheeks, This one is taller than some and fairer than most, and he has a cleft in his chin: perky chap with a bright eye.' 
 Fellowship of the Ring: Chapter 10 Strider 
У мультфільмі Бакші Фродо — шатен. У фільмі Володар Перснів роль Фродо виконав Елайджа Вуд, чия зовнішність дещо відрізняється від описаної у книзі.

## Біографія
Фродо народився 22 вересня 2968 Т. Е. в Гобітові (Шир). Залишився сиротою у 12 років, його батьки — Дроґо Торбин і Примула Брендіцап — загинули, потонувши у річці Брендівинна. Фродо був узятий на виховання своїм дідом по матері, Ґорбадоком Брендіцапом, а через 9 років усиновлений дядьком Більбо, після чого переїхав до Торбиного Кута.

### Участь Фродо у Війні за Перстень
Після від'їзду Більбо у Рівенділ Фродо успадкував садибу і чарівний Перстень, яким володів його дядько. Чарівник Ґандальф попередив Фродо, що Перстень належить темному володареві Саурону, якому він потрібний для повного відродження і абсолютної влади. Слуги Саурона шукають Перстень, тому Фродо повинен покинути Шир. Фродо продає садибу далеким родичам Саквіль-Торбинам і разом з садівником Семом і друзями Піпіном та Мері, вирушає в дорогу до ельфів у Рівенділ. В Брі вони зустрічають людину на ім'я Араґорн, слідопита Півночі, друга Ґандальфа, якому доручено проводити їх.
Спершу Фродо був неформальним лідером загону. На Амон Сул на їх стоянку напали назґули. Однак Араґорн відігнав їх. При цьому Фродо був важко поранений морґульським мечем, отрута і чари якого ледве не вбили його. Ельфійський воїн Глорфіндел доставив Фродо до Рівенділу, де гобіта було зцілено стараннями владики Елронда. Там же він зустрів Більбо й отримав від нього в подарунок неймовірно міцну кольчугу з Міфріла і ельфійський клинок Жало.
На раді у Рівенділі, на якій брали участь представники різних народів, було вирішено знищити Перстень, кинувши його в жерло вулкана Ородруїн. Фродо особисто викликався віднести Перстень. З ним вирушили троє гобітів, Араґорн, Ґандальф, гном Ґімлі, ельф Леґолас і воєначальник Ґондора Боромир, утворивши Братство Персня. Братство попрямувало на південь через підземелля Морії і ліс Лотлорієн. У Морії героям, у тому числі Фродо, довелося битися з орками, і тільки кольчуга врятувала гобіта від важкого поранення і смерті. У Лорієні Фродо запропонував володарці Ґаладріель забрати у нього Перстень, але та відмовилася, розуміючи, як їй зашкодить темна магія Персня.
Боромир, на якого чари Персня діяли сильніше, наполегливо переконував Фродо віднести Перстень до Мінас Тіріт, щоб не знищувати, а використовувати його силу проти ворога. Фродо почав побоюватися Боромира, і той в безумстві спробував відібрати у нього Перстень. Спостерігаючи за змінами у поведінці його друзів через чари Персня, гобіт зважився добиратися до Ородруїна сам. Сем ув'язався за господарем, попри його заперечення.
На підході до Мордору на Фродо і Сема напав Ґолум — істота, що колись була гобітом. Він знайшов Перстень і потрапив під повну залежність від нього. Фродо «приручив» Ґолума і примусив стати їх провідником до Чорних Воріт. Однак гобіти лише біля Воріт зрозуміли, що зробили помилку: цей шлях виявився для них закритий. Тоді Ґолум добровільно зголосився проводити їх до Ородруїну іншою стежкою.
У Ітіліені трійця подорожніх потрапила до рук ватажка слідопитів Ґондора Фарамира, брата Боромира. Спочатку вони приховували від нього мету їх походу до Мордору. Коли Фарамир дізнався справжню місію гобітів, то він відпустив їх.
За час мандрівки Фродо вкрай ослаб під дією злої магії Персня. Він весь час бореться з бажанням піддатися волі Персня та надягнути його. Фродо почав зі співчуттям ставитися до Ґолума, розуміючи його муки і жаліючи його, і навіть захищав його від нападок Сема. Це викликало боротьбу і роздвоєння у душі Ґолума, він майже розкаявся. Але, несправедливо ображений Семом, і все так само перебуваючи під владою Персня, він вирішив слідувати своїм планом до кінця і завів гобітів у пастку — до печери гігантської павучихи Шелоб. Фродо був отруєний її отрутою і ліг бездиханним. Сем поранив павучиху жалом, змусивши її повернутися назад у барліг, і вирішивши, що його друг і господар помер, забрав Перстень і продовжив шлях.
Однак Фродо був ще живий. Його, нерухомого, оповитого павутиною захопили у полон орки Саурона. Між тюремниками спалахнула сварка під час розподілу здобичі, а саме Міфрілової кольчуги. Ця сварка допомогла Сему звільнити господаря. Удвох вони дісталися до жерла Ородруїна, де знесилений Фродо потрапив під чари Персня і несподівано відмовився знищувати його. Але в цей момент на нього напав Ґолум і відкусив Фродо палець з Перснем. Після чого Ґолум впав у жерло вулкана, знищивши таким чином Перстень і себе. Після знищення Персня Ородруїн почав вивергатися. Фродо і Сем були врятовані гігантськими орлами.

### Останні роки життя в Середзем'ї та відхід на Захід
Фродо і його друзі були оголошені героями та відзначені великих почестей у Ґондорі. Після повернення у Шир Фродо взяв участь у повстанні гобітів проти захоплення країни розбійниками під проводом Сарумана. Після відновлення розореного Саруманом і його поплічниками Шира він оселився у знову викупленій Торбі-на-Кручі та дописав червону Книгу — хроніку Війни Персня, розпочату Більбо.
У наступні роки Фродо мучили рани від кинджала назґулів, жала Шелоб, а також думки про Перстень. Через це він часто хворів і в підсумку вирішив скористатися наданим йому правом піти на Заокраїнний Захід, у Валінор, разом з Більбо.